# Soleil rouge
Soleil rouge (Engels: Red Sun) is een Frans-Italiaans-Spaanse western uit 1971 onder regie van Terence Young.

## Verhaal
De Japanse ambassadeur reist per trein naar Washington. De trein wordt onderweg overvallen door de bandieten Link en Gotch. Ze maken geld en een kostbaar samoeraizwaard buit. Gotch gaat er alleen vandoor met het geld en het zwaard. Link en de lijfwacht van de Japanse ambassadeur moeten noodgedwongen samenwerken om de buit terug te krijgen.

## Rolverdeling
| Acteur             | Personage           |
| ------------------ | ------------------- |
| Charles Bronson    | Link Stuart         |
| Ursula Andress     | Cristina            |
| Toshiro Mifune     | Kuroda Jubie        |
| Alain Delon        | Gotch Kink          |
| Capucine           | Pepita              |
| Barta Barri        | Paco                |
| Guido Lollobrigida | Mace                |
| Anthony Dawson     | Hyatt               |
| Gianni Medici      | Miguel              |
| Georges Lycan      | Sheriff Stone       |
| Luc Merenda        | Chato               |
| Tetsu Nakamura     | Japanse ambassadeur |
| Jo Nieto           |                     |
| Julio Peña         | Peppie              |
| Mónica Randall     | Maria               |